# Manipulation (court métrage)
 (juillet 2025).
Pour les articles homonymes, voir Manipulation.
Pour plus de détails, voir Fiche technique et Distribution.
Manipulation est un court métrage d'animation britannique réalisé par Daniel Greaves (de) et sorti en 1991. Il a remporté un Oscar en 1992.

## Synopsis
Un personnage dessiné se combine avec de l'encre renversée sur le papier. Le dessinateur finit par le rejoindre et interagir avec lui.

## Fiche technique
- Réalisation : Daniel Greaves (de)
- Production :  Tandem Films
- Musique : Russell Pay, Mick Hackman
- Effets visuels : Shaun Sewter
- Montage : Rod Howick
- Durée : 7 minutes

## Nominations et récompenses
- 1992 : Oscar du meilleur court métrage d'animation[1]
- Meilleur court métrage au Festival international du film de Chicago